# 모더나 코로나19 백신
모더나 코로나19 백신(영어: Moderna COVID-19 vaccine, 개발명: mRNA-1273, 국제일반명:일래섬런(elasomeran)은 미국 모더나가 개발한 코로나19 백신이다. 대한민국에서는 다른 백신과의 구별을 위해 해당 백신을 빨간색으로 구별한다.

## 효과
| 접종 횟수 | 중증도      | 알파         | 베타         | 감마         | 델타          |
| --------- | ----------- | ------------ | ------------ | ------------ | ------------- |
| 1         | 유증상 감염 | 61% (56~66%) | 43% (22~59%) | 43% (22~59%) | 보고되지 않음 |
| 1         | 입원 치료   | 59% (39~73%) | 56% (-9~82%) | 56% (-9~82%) | 보고되지 않음 |
| 2         | 유증상 감염 | 90% (85~94%) | 88% (61~96%) | 88% (61~96%) | 보고되지 않음 |
| 2         | 입원 치료   | 94% (59~99%) | 100%         | 100%         | 보고되지 않음 |

1. 1 2 3  2020년 12월부터 2021년 4월까지 캐나다 온타리오주에서 진행된 연구 결과[1]

## 역사
2020년 12월 18일, 미국 식품의약국(FDA)는 미 제약사 모더나가 개발한 코로나19 백신의 긴급사용승인을 했다. 모더나 백신 세계최초의 승인이다. 이로써 미국은 화이자 BNT162b2 백신과 모더나 백신의 시판이 허가되었다.
모더나 백신은 3만 명을 대상으로 한 임상시험에서 94.1% 예방효과가 나타났고, 연령대별로 18∼65세는 95.6%, 65세 이상은 86.4%의 예방효과가 있었던 것으로 조사됐다.
모더나는 미국 정부의 전폭적 지원으로 백신을 개발했다. 미국 국립보건원(NIH)과 함께 개발을 시작했으며, 연방정부 자금 25억 달러(약 2조7300억원)를 지원받았다.
미국 정부는 2020년 7월 모더나와 2021년 1분기까지 백신 1억 도스를 공급받는 계약을 맺었다. 12월에 추가로 1억 도스를 구매해 2021년 2분기에 공급받기로 했다.
2021년 5월 25일, 미국의 경제전문매체 배런은 모더나가 다음 달 초 각국 의약품 감독기관에 12~17세 청소년에 대한 긴급사용승인을 신청할 예정이라고 보도했다. 모더나는 청소년 4천여명을 대상으로 한 임상 결과 단 한 건의 감염도 발생하지 않았다고 발표한 바 있다.

## 제조

### 위탁생산

#### 삼성바이오로직스
현지시간(UTC) 2021년 5월 22일에 진행된 한미정상회담에서 모더나의 CEO 스테판 방셀은 삼성바이오로직스가 코로나19 백신을 이르면 7~8월부터 위탁 생산할 것이고, 대한민국에 기술 이전을 할 것이고, 백신 공장 설립을 검토한다고 밝혔다. 다만 위탁 생산의 경우에는 원액은 모더나가 생산하고, 삼성바이오로직스는 원액을 병에 넣는 완제 공정 작업을 할 것이어서, 원액 생산은 삼성바이오로직스에서 이루어지지 않는다. 또한 위탁 생산되는 백신은 국내 공급용이 아닌, 전 세계 수출용 백신이어서 대한민국에 우선 공급 여부는 아직 불분명하다.

## 운반
특히, 화이자 백신은 영하 75℃로 유통·보관해야 하는 반면, 모더나의 백신은 영하 20℃에 저장하면 되기 때문에 공급 작업의 부담이 그만큼 적다. 화이자 백신이 영하 75도 정도의 초저온 환경에서 유통·보관돼야 하는 것과 달리, 모더나 백신은 일반 냉동고의 온도인 영하 20도에서 6개월까지 저장할 수 있다. 이는 유통·수송의 부담을 크게 줄여준다.
모더나 백신의 경우, 영하 70도의 초저온 보관이 필요한 화이자 백신과 달리 일반 가정용이나 의료용 냉장고 표준 온도인 영상 2.2∼7.8도에서도 최대 30일간 안정적인 상태를 유지할 수 있다.
민간 기업이 독자 개발한 화이자 백신과 달리 모더나의 백신은 미국 국립보건원(NIH)이 개발과 임상 시험에 관여했다. 화이자와 달리 모더나 백신 배송은 초고속 작전(en:Operation Warp Speed)에 따른 연방정부 관리를 받는다는 점에서 가속도가 붙을 것으로 뉴욕 타임스(NYT)는 예상했다. 초고속 작전의 최고운영책임자(COO)는 구스타브 퍼나 육군 대장이다.
|  |  |

## 예방
현재 접종이 이뤄지고 있는 화이자 백신은 코로나19에 감염되더라도 중증 질환을 포함해 증상이 나타나는 수준으로 감염이 진전되는 걸 막아준다는 것만 입증했다. 그에 비해 모더나는 자사의 백신이 코로나19 증상의 발현을 막을 뿐만 아니라 감염 자체를 예방할 수 있다고 말한다.

## 부작용

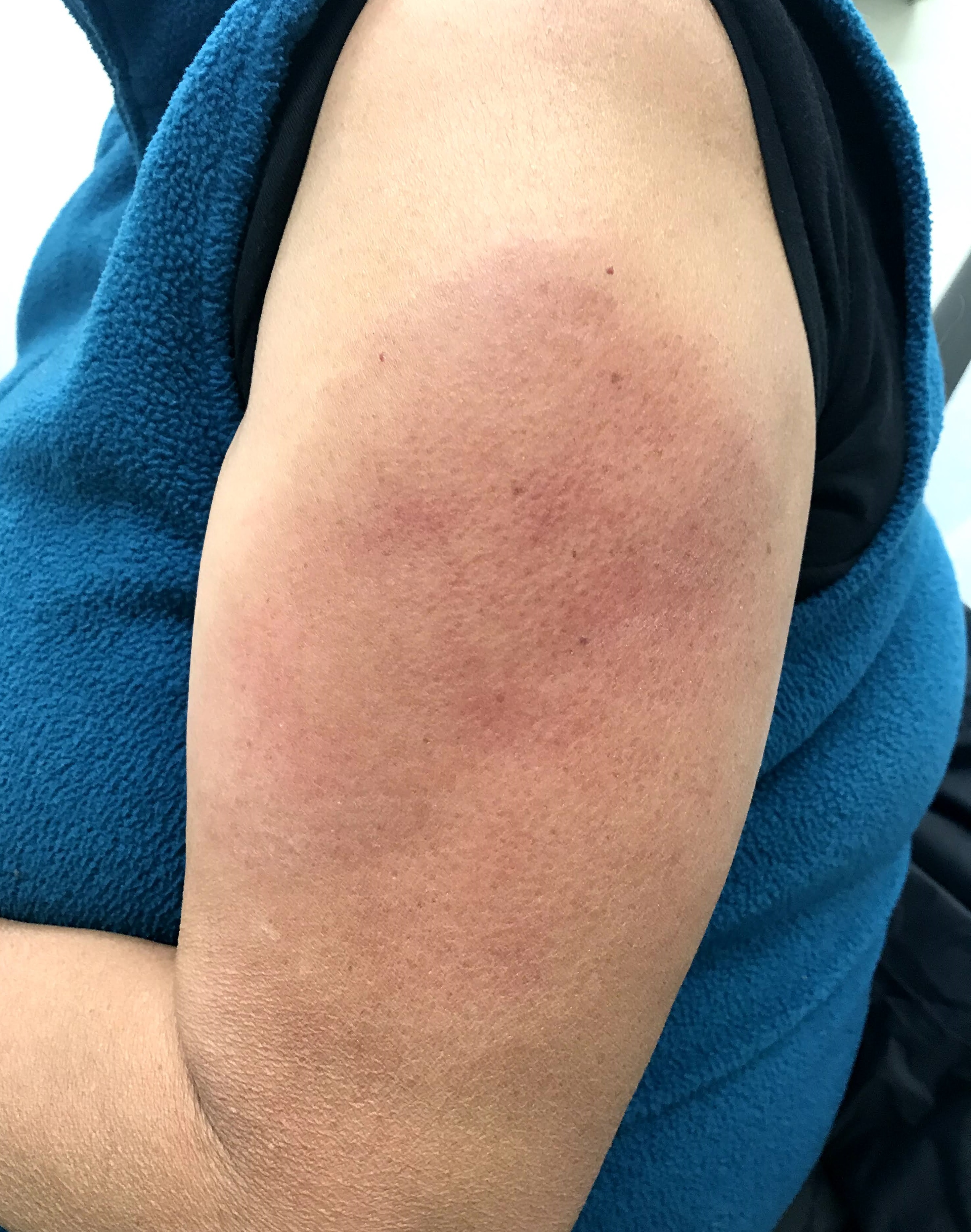
"모더나 팔", 모더나 백신 접종 7일 후 발생하는 비심각한 피부 질환

2020년 12월 15일, 미국 식품의약국(FDA)은 모더나 백신 검토보고서를 공개했다. 임상시험에 참여한 백신 투여자의 1.5%, 가짜 약 투여자의 1.1%가 각각 과민 반응을 보였다며 이는 일반적인 백신 부작용 발생과 비슷한 수준이라고 평가했다.
2020년 12월 24일, 미국 보스턴 메디컬센터 종양학자인 호세인 사르저데이 박사는 모더나 백신을 맞았고, 접종 몇 분 뒤에 현기증 등 알레르기 증상을 경험했다. 심장 박동수가 분당 150회까지 치솟았고, 혀가 따끔거리면서 마비되는 증상을 보였다. 또 몸이 식은땀에 흠뻑 젖으며 현기증을 느꼈고 혈압도 급격히 떨어졌다. 그는 알레르기 치료제인 에피네프린을 처방받은 뒤 회복했다. 모더나 백신 접종자 가운데 알레르기 부작용 사례가 보고된 것은 이때가 처음이다.
미국 질병통제예방센터 (CDC)는 투여한 용량당 2.5건에서 아나필락시스(심각한 알레르기 반응)가 보고되었으며 접종 후 15분간의 관찰 기간을 권고했다. 발진성 홍반으로 인한 주사부위에서의 지연된 각질 반응도 드물게 관찰되었지만 심각한 것으로 간주되거나 이후의 백신 접종에 대한 억제 요인으로 간주되지 않는다.

## 같이 보기
- RNA 백신
- 코로나19 백신
- 화이자-바이온텍 코로나19 백신 - 화이자 백신
- 옥스퍼드-아스트라제네카 코로나19 백신 - 아스트라제네카 백신